# اینگر کریستنسن
اینگر کریستنسن (انگلیسی: Inger Christensen؛ ۱۶ ژانویه ۱۹۳۵ – ۲ ژانویه ۲۰۰۹) یک شاعر، و پدیدآور اهل دانمارک بود.
اینگر کریستنسن به سال ۱۹۳۵ در وایله دانمارک متولد شد. آثار بیشماری به چاپ رساند: چندین مجموعه شعر و نمایشنامه و داستان های کوتاه. اما عرصهٔ اصلی فعالیت وی شعر است و به خاطر اهمیت شعرش بود که در سال ۱۹۷۸ به عضویت آکادمی دانمارک انتخاب شد. او جوایز آکادمی سوئد و جایزه ترانسترومر برنده شد.
اینگر کریستنسن در ژانویه ۲۰۰۹ در سن هفتادو چهارسالگی در کپنهاگ درگذشت.